# Westville, Florida
Westville är en ort i Holmes County i delstaten Florida, USA.